# Ordre de Vitéz
 (septembre 2019).
Si vous disposez d'ouvrages ou d'articles de référence ou si vous connaissez des sites web de qualité traitant du thème abordé ici, merci de compléter l'article en donnant les références utiles à sa vérifiabilité et en les liant à la section « Notes et références ».

Plaque de l'Ordre du Vitéz (1922).

Vitéz ou Ordre du Vitéz (vitézi rend en hongrois) est un ordre du mérite hongrois créé en 1678 (vitézlő rend). Il fut délivré sous deux périodes de l'histoire du royaume de Hongrie. L'Ordre du Vitéz survit de nos jours sous la protection de la famille de Habsbourg-Lorraine . Vitéz est un terme d'origine slave (Витязь-vityaz) signifiant vaillant, brave, chevalier.

## L'ordre sous Thököly
L'Ordre du Vitéz a été créé en 1678 par Imre Thököly (1657-1705), alors à la tête des Kuruc, force d'opposition aux Habsbourg. La nomination à l'Ordre Vitéz était pour Thököly le moyen de désigner et de promouvoir certains de ses humbles disciples qui s'étaient distingués.

## L'ordre durant la régence
L'Ordre de Vitéz est reconstitué en  août 1920 par Miklós Horthy, régent du royaume. Les nominations sont à la discrétion du Régent qui, initialement, restreint l'accès à l'ordre aux hommes ayant servi avec distinction durant la Première Guerre mondiale. Il faisait suite à la réforme agraire, avec des terres attribuées aux soldats méritants de la Première Guerre mondiale. Par la suite, l'admission est élargie aux civils et aux militaires.
Les membres reçoivent un badge et ont le droit d'utiliser l'appellation Vitéz comme préfixe à leurs noms. L'honneur est héréditaire et inclut le don de noblesse : Noble homme/Dame, nemzetes úr / asszony en hongrois (ou encore Edler (-e) Herr / Dame en allemand). Il est comparable au Ritter von allemand ou encore au titre de chevalier. Est également ajouté au nom de famille un "-y" ou "-i", synonyme de noblesse autant que peut l'être le de français.
L'admission dans l'ordre entraîne également une concession de 40 cadastres (1 cadastre = 1.43 acre) pour un officier, 8 pour les autres rangs et les civils. Le Vitéz devient héréditaire et les trois privilèges (titre, badge et de concession de terres) reviennent au fils aîné. Miklós Horthy était le commandant en chef de l'ordre (Főkapitány). L'archiduc Joseph-Auguste de Habsbourg-Lorraine devient en 1920 le premier chevalier de l'ordre de Vitez. Les nominations cessent à la fin du Royaume de Hongrie en 1946.
Le nombre de bénéficiaires en 1936 était de 16 000, dont 1 800 officiers.

## L'ordre de nos jours
En 1953 le général Hugó Sónyi (Vitéz Sónyi) rétablit l'ordre de Vitéz comme un ordre de chevalerie. Depuis 1983, l'ordre est attribué aux défenseurs des intérêts nationaux hongrois et de la culture. Les commandants en chef de l'ordre ont été après Horthy :
- Joseph-Auguste de Habsbourg-Lorraine (1959-1962)
- Ferenc Farkas de Kisbarnak (1962-1977)
- Joseph-Arpad de Habsbourg-Hongrie (1977-2017)
- Joseph-Charles de Habsburg-Hongrie (1960°) depuis 2017

## Sources
- Várkonyi Ágnes, Magyarország Története, Gondolat Könyvkiado, Budapest, 1967 (1971), vol.1, p. 227-228.
- Naberhuis, Erik (2005). The Hungarian Vitéz Order". Austro-Hungarian Land Forces 1848-1918. Glenn Jewison & Jörg C. Steiner. Retrieved 18 November 2012.
- Macartney, C.A. October Fifteenth, a history of modern Hungary, Edinburgh University Press, (1956) vol.1, p. 30-31